# Italia alla IV Universiade
L'Italia ha partecipato alla IV Universiade, tenutasi a Budapest nel 1965, conquistando un totale di nove medaglie.

## Medagliere per discipline
| Sport            | Oro | Argento | Bronzo | Totale |
| ---------------- | --- | ------- | ------ | ------ |
| Atletica leggera | 4   | 2       | 0      | 6      |
| Tennis           | 2   | 0       | 1      | 4      |
| Totale           | 6   | 2       | 1      | 9      |

### Dettaglio
| Sport            | Oro                                                    | Argento                                 | Bronzo                                            |
| ---------------- | ------------------------------------------------------ | --------------------------------------- | ------------------------------------------------- |
| Atletica leggera | Sergio Bello (400 m)                                   | Giovanni Cornacchia (110 m hs)          |                                                   |
| Atletica leggera | Eddy Ottoz (110 m hs)                                  | Vanni Rodeghiero (tiro del giavellotto) |                                                   |
| Atletica leggera | Roberto Frinolli (400 mhs)                             |                                         |                                                   |
| Atletica leggera | Staffetta 4×400 m maschile                             |                                         |                                                   |
|                  |                                                        |                                         |                                                   |
| Tennis           | Maria Teresa Riedl (singolare)                         |                                         | Maria Teresa Riedl Giordano Maioli (doppio misto) |
| Tennis           | Maria Teresa Riedl Alessandra Gobbo (doppio femminile) |                                         |                                                   |